# Championnats d'Europe de BMX 2019
Navigation
Édition précédente Édition suivante
Les championnats d'Europe de BMX 2019 ont lieu les 13 et 14 juillet 2019 à Valmiera en Lettonie.

## Podiums
| Épreuves            | Or             | Argent           | Bronze             |
| ------------------- | -------------- | ---------------- | ------------------ |
| Épreuves masculines |                |                  |                    |
| Élite hommes        | Niek Kimmann   | Twan van Gendt   | Dave van der Burg  |
| Junior hommes       | Ross Cullen    | Ryan Martin      | Hugo Marszalek     |
| Épreuves féminines  |                |                  |                    |
| Élite femmes        | Laura Smulders | Judy Baauw       | Simone Christensen |
| Junior femmes       | Zoé Claessens  | Viktoria Vaskova | Ellie Featherstone |

## Tableau des médailles
| Rang  | Nation          | Or | Argent | Bronze | Total |
| ----- | --------------- | -- | ------ | ------ | ----- |
| 1     | Pays-Bas        | 2  | 2      | 1      | 5     |
| 2     | Grande-Bretagne | 1  | 1      | 1      | 3     |
| 3     | Suisse          | 1  | 0      | 0      | 1     |
| 4     | Russie          | 0  | 1      | 0      | 1     |
| 5     | Danemark        | 0  | 0      | 1      | 1     |
| 5     | France          | 0  | 0      | 1      | 1     |
| Total | Total           | 4  | 4      | 4      | 12    |